# Обонуб
Обонуб — село в Гунибском районе Дагестана. Входит в состав сельского поселения Сельсовет Тлогобский.

## География
Расположено в 10 км к северо-западу от районного центра с. Гуниб, на р. Кудиябор.

## Население
| 1939 | 1970 | 1989 | 2002 | 2010 | 2021 |
| ---- | ---- | ---- | ---- | ---- | ---- |
| 33   | ↗41  | ↘31  | ↗46  | →46  | ↘40  |